# Донндорф
Донндорф (нім. Donndorf) — громада в Німеччині, розташована в землі Тюрингія. Входить до складу району Киффгойзер.
Площа — 11,51 км2. Населення становить Невірний параметр metadata 16 065 013 ос. (станом на 31 грудня 2021).